# Điểu sư

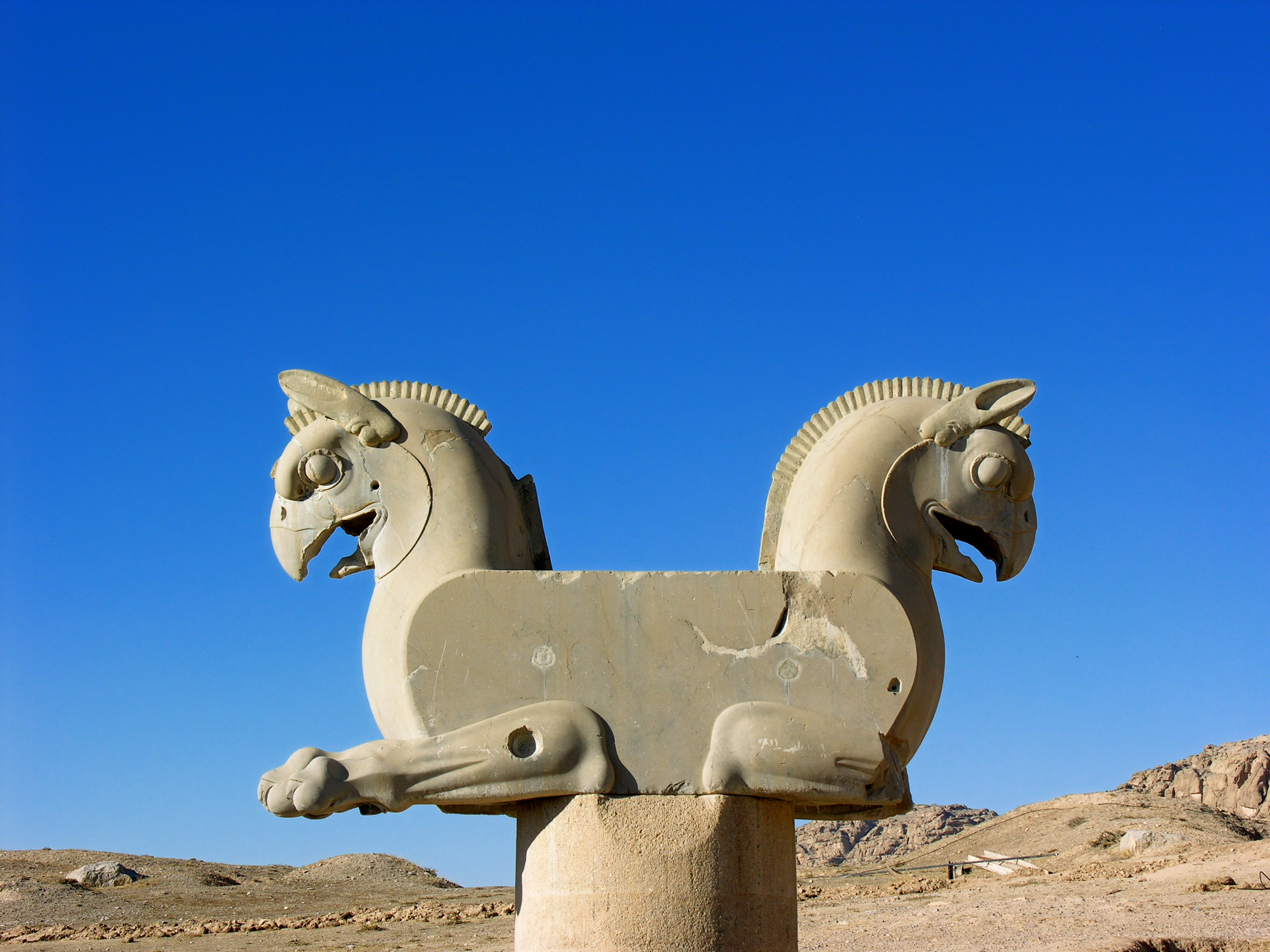
Griffin nhà Achaemenes ở Persepolis

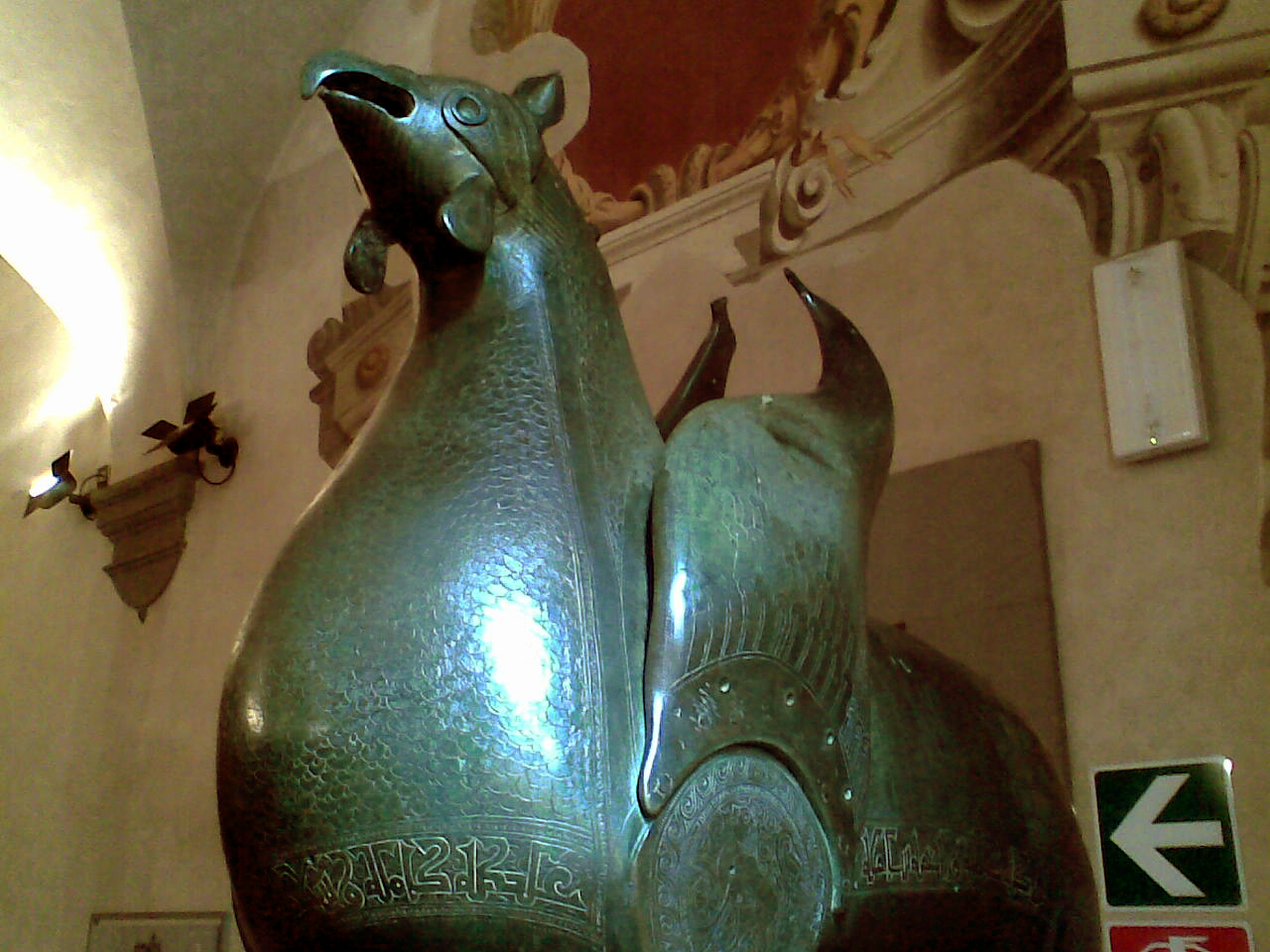
Griffin Pisa hồi giáo, trong bảo tàng Giáo đường Pisa

Điểu sư (鳥獅. tiếng Hy Lạp: γρύφων, grýphōn, hoặc γρύπων, grýpōn, cách cũ γρύψ, grýps; tiếng Latinh: gryphus) là một sinh vật huyền thoại với thân, đuôi và chân sau của sư tử; đầu và cánh của đại bàng và móng vuốt đại bàng ở chân trước. Vì theo truyền thống sư tử được coi là vua của các loài thú và đại bàng là vua của các loài chim, điểu sư được xem là một sinh vật đặc biệt quyền lực và cao quý. Điểu sư cũng được coi là vua của mọi loài sinh vật.
Điểu sư có thể điều khiển nhiều loài động vật theo ý muốn, nhưng nó chưa bao giờ dùng đến quyền năng này bởi nó tôn trọng sự tự do của các loài khác. Điểu sư có một số quyền năng khác như: bảo vệ con người trước ác quỷ, ma thuật và những điều dối trá. Nó còn mang lại sự may mắn, ấm no và hạnh phúc. Cũng chính vì thế các gia đình có của thường thờ tự nó như một vị thần để giúp họ bảo vệ của cải.
Điểu sư có một sức mạnh thể lực cực kỳ lớn. Nhờ sở hữu thân của loài sư tử và sức mạnh bản thân nó tự có đã tạo ra một cơ thể rắn chắc. Một cái đầu chim đại bàng giúp nó di chuyển đầu linh hoạt. Ngoài ra còn có cặp mắt của vua chim nên vì thế nó có một tầm nhìn rộng dễ hành động trước nguy hiểm gặp phải. Điểu sư có đôi cánh to, khi bay cao nó có thể che gần hết mặt trời làm một vùng đất dưới nó tối sầm. Tuy có thân hình to nhưng nhờ đôi cánh đầy sức mạnh mà điểu sư vẫn có thể di chuyển nhẹ nhàng khi bay. Điểu sư có thể nâng một con voi và sức quạt gió có thể thổi bay nhiều con vật hay những vật gần đó. Nó luôn dùng sức mạnh này để giúp con người và bảo vệ những đứa con của mình (các loài động vật khác) trước móng vuốt của kẻ thù.
Điểu sư được tìm thấy trong các tín ngưỡng dân gian cổ ở nhiều nơi như Ấn Độ, Ba Tư và một số nơi khác, tuy nhiên vẫn không thể chắc chắn nó được sinh ra từ đâu. Dù là vậy nhưng nó mãi được coi là một sinh vật truyền thuyết, luôn sống trong tín ngưỡng của những quốc gia thờ tự nó.